# Південна красуня

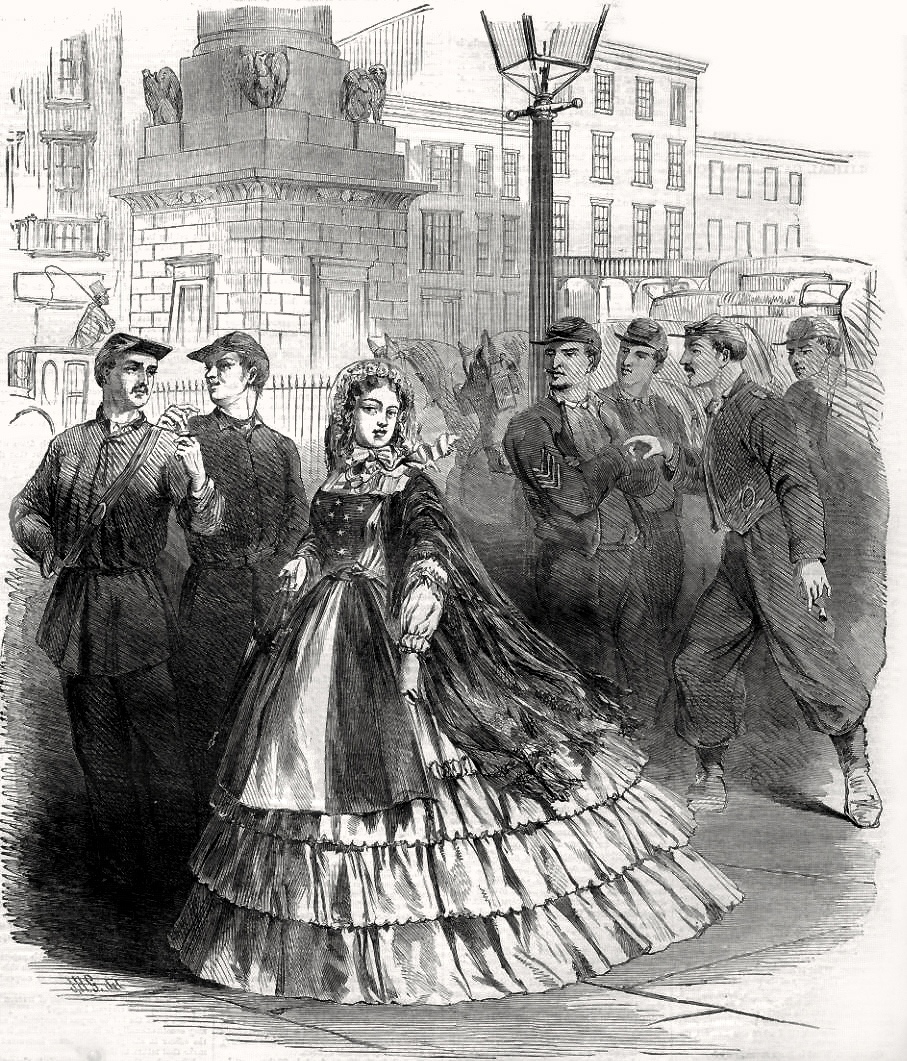
Обкладинка Harper's Weekly від 7 вересня 1861 року зі стереотипним зображенням південної красуні

Південна красуня (англ. Southern belle від фр. belle — красуня) — характерний для США стійкий вираз і стереотипне уявлення про американську жінку з Півдня з високим соціально-економічним становищем.

## Походження
Образ південній красуні сформувався на півдні США в роки, що передували Громадянській війні, і представляв собою молоду неодружену жінку з родини плантатора, що належить до вищого класу південного суспільства. На формування образу серед жителів півдня вплинули романтичні твори Вальтера Скотта.

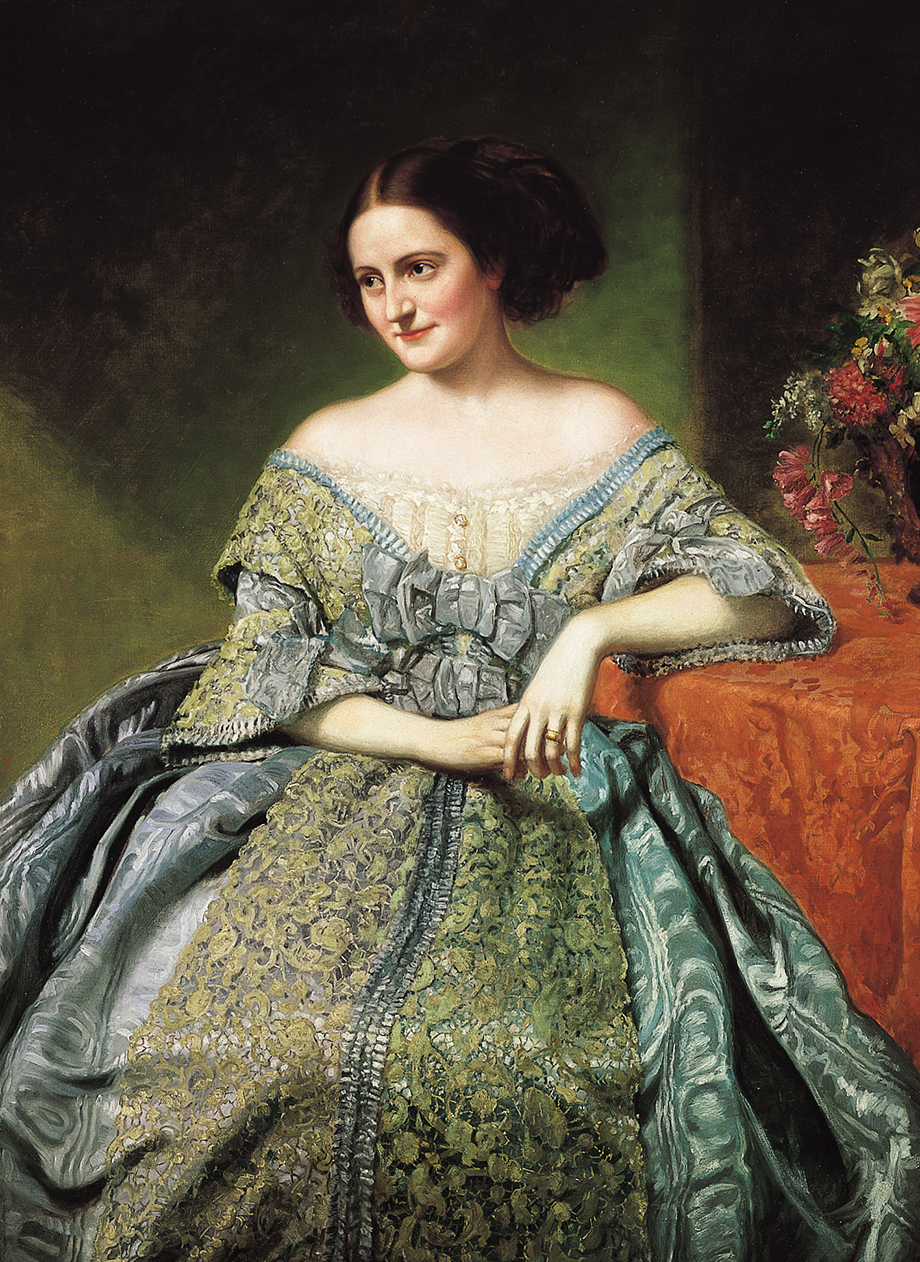
Салі Ворд, південна красуня

## Опис
Образ південній красуні часто доповнений предметами одягу, що були у моді в 40-60-ті роки XIX століття: кринолін, корсет, панталони, солом'яний капелюх і рукавички. Засмага вважався прикметною рисою людей, що займаються фізичною працею, тому заможні дами ховалися від сонця за допомогою парасольок і віял.
Південним красуням належало одружуватися з респектабельними чоловіками, присвячувати себе сім'ї і суспільству. Архетип південної красуні доповнюється південною гостинністю, культивуванням краси, легким кокетством, поєднаним з цнотливістю.

## У популярній культурі
- Скарлетт О'Гара, героїня фільму 1939 року «Віднесені вітром» — хрестоматійний образ південної красуні.

- Образ також зустрічається в «Трамваї «Бажання», «Скляному звіринці », «Єзавелі» (1938), «Смажених зелених помідорах», «Божевільних перегонах», «Сталевих магноліях» (1989) і «Стильній штучці» (2002).

- У «Людях Ікс» Шельма (також Анна Марі) називає себе південною красунею родом з вигаданого Колдекотт-Каунті, штат Міссісіпі.

- У фільмі «Джанго вільний» (2012) Келвін Кенді (Леонардо Ді Капріо) називає свою сестру Лару Лі (Лаура Кайот) південною красунею.[4]